# Соколов, Юрий Николаевич (архитектор)
Юрий Николаевич Соколов (30 ноября 1923, Москва — 21 марта 1997, Москва) — ректор Московского Архитектурного института (МАрхИ) (1970—1987), профессор, заслуженный архитектор РСФСР.

## Биография
Родился 30 ноября 1923 года в Москве.
В 1941—1945 годах служил в Красной Армии). 22 июня 1941 года добровольцем пришёл в райвоенкомат, в августе 1941 года Коминтерновским РВК г. Москвы направлен на учёбу в Харьковское артиллерийское училище противотанковой артиллерии (ХАУ ПТА), базировавшееся к тому времени под Ташкентом в г. Чирчик Узбекской ССР. После прохождения ускоренных 6-месячных курсов в звании младшего лейтенанта направлен в 504-й легкий артиллерийский полк на Ленинградский фронт. С 1941 по январь 1944 принимал активное участие в обороне Ленинграда. Награждён медалью «За оборону Ленинграда». 
В начале 1944 года — начальник разведки дивизиона 504-го легкого артиллерийского полка 65-й артиллерийской бригады 18-й артиллерийской Гатчинской дивизии прорыва РГК Ленинградского фронта. В марте 1944 года награжден орденом Красной Звезды. 
В начале 1945 года в звании лейтенанта служил командиром батареи управления 504-го пушечного артиллерийского полка 200-й Келецко-Берлинской лёгкой артиллерийской бригады 4-й танковой армии 1-го Украинского фронта. 25 января 1945 года был ранен пулей в плечо. 5 марта 1945 года награжден орденом Отечественной войны I степени. Принимал участие во взятии Берлина. Награждён медалью «За взятие Берлина». 4 мая 1945 года получил ранение в ноги. Принимал участие в освобождении Праги. Награждён медалью «За освобождение Праги». Демобилизован в звании старшего лейтенанта.
В 1945—1951 годах учился в Московском архитектурном институте.
С 1951 по 1956 год работал архитектором в «Моспроекте».
С 1956 по 1958 год — секретарь парткома МАРХИ, с 1958 по 1961 год — стажировка в США.
В 1961 году защитил кандидатскую диссертацию по теме «Современное малоэтажное жилищное строительство в США».
С 1961 по 1968 год работал в секретариате ООН в должности заместителя директора центра по градостроительству.
В 1968—1970 годах преподавал в МАрхИ, занимал должность декана факультета Жилых и общественных сооружений (ЖОС), был и. о. проректора по научной работе.
С 1970 по 1987 год — ректор МАРХИ, профессор, заслуженный архитектор РСФСР.
В 1970 году поддерживал команду КВН МАрхИ.
В 1970—1980 годы развивал международные связи института.
В 1978 году создал вычислительный центр (ВЦ МАрхИ) на базе разработанной в 70-е годы концепции организации вычислительного центра. Осваиваются принципы архитектурно-строительного программирования на легендарной ЭВМ ЕС 1022 (аналог IBM S/360). В конце 1980-х — начале 1990-х ЭВЦ был преобразован в компьютерный центр.
Добился от московских властей передачи МАрхИ зданий бывшего Рождественского монастыря.
Избирался депутатом Моссовета.
Скончался 21 марта 1997 года в Москве.

## Семья
В период студенчества женился. Жена — Нина Ивановна Соколова (ур. Петрова), дочь первого ректора МФТИ И. Ф. Петрова. В октябре 1949 года родилась дочь Марианна.

## Награды и премии
Награждён орденами Отечественной войны I ст. и Красной Звезды и рядом боевых медалей.
В 1976 Указом Верховного Совета СССР награждён орденом Трудового Красного Знамени.
В 1983 году в связи с 50-летием образования МАрхИ за большие заслуги по подготовке архитектурных кадров правительство Советского Союза наградило ректора Московского архитектурного института Юрия Николаевича Соколова вторым орденом Трудового Красного Знамени.

## Членство в организациях
- 1941 — Всесоюзный ленинский коммунистический союз молодёжи
- 1958 — Союз архитекторов СССР[6]

## Проектные разработки
Разработал систему перекрёстно-стержневых конструкций (пространственную структуру «системы МАРХИ», авторы А. А. Попов, В. К. Файбишенко, В. Н. Никифоров). Перекрёстно-стержневые структуры широко распространились и стали использоваться в конструкциях перекрытий промышленных, зрелищных зданий, спортивных и других большепролётных сооружений.
Создал направление, связанное с разработкой «трансформируемых пространственных структур», востребованное при создании космических станций и обитаемой искусственной среды на Луне.
Совместно с профессором В. А. Ушаковым коллектив научных работников МАРХИ по заказу Министерства строительства предприятий нефтяной и газовой промышленности СССР (Миннефтегазстрой СССР) разработал тему «Организация передвижного жилища для строительства объектов нефтяной и газовой промышленности в экстремальных условиях СССР», на основе которой было создано «мобильное жилище для освоения Севера» (Ю. Н. Соколов, А. Н. Сахаров, Н. А. Сапрыкина и др.), а тема «Использование солнечного излучения в качестве энергетического источника при разработке экспериментальных проектов жилых, общественных и мобильных зданий» привела к разработке (совместно с ГипроНИИ АН СССР) проектов и научной документации по внедрению энерго- ресурсосберегающих технологий при создании объектов с автономным энергообеспечением, которые сегодня соответствуют «Перечню критических технологий РФ».